# Francisco Beiró
Francisco Beiró (Rosario del Tala, Entre Ríos, 19 de septiembre de 1876 - Buenos Aires, 22 de julio de 1928) fue un político argentino, militante de la Unión Cívica Radical y diputado nacional.
Egresó como bachiller del Colegio del Uruguay de Concepción del Uruguay y como abogado de la Universidad de Buenos Aires.[cita requerida]
Fue presidente de la Convención Nacional y del Comité Nacional de la UCR. Fue diputado nacional entre los años 1918 y 1922. Ocupó el cargo de ministro del Interior durante los últimos meses del primer gobierno de Hipólito Yrigoyen, a quien acompañó en su segunda candidatura presidencial, en las elecciones de 1928 como candidato a vicepresidente integrando la fórmula Yrigoyen-Beiró, que triunfó con 840.000 votos frente a 440.000 de la fórmula  de la UCR Antipersonalista Melo-Gallo. Sin embargo, Beiró falleció el 22 de julio de 1928, poco antes de asumir el cargo.

## Honores
En la ciudad de Buenos Aires llevan su nombre la Avenida Francisco Beiró, principal arteria del barrio de Villa Devoto, en el que residió, la Estación Francisco Beiró del Ferrocarril General Urquiza en el vecino barrio de Agronomía. En la ciudad de Córdoba, lleva su nombre el Comité Seccional 11 de esa ciudad, de la Unión Cívica Radical.
En el barrio de Villa del Parque ( CABA) un colegio lleva su nombre en la calle Bolivia al 2500 Escuela 24 distrito escolar 14 " Francisco Beiró " .